# Anthony Giacoppo
Anthony Giacoppo (Perth, 13 de maig del 1986) és un ciclista australià que actualment milita a l'equip IsoWhey Sports SwissWellness.

## Palmarès
- 2012
  -  Campió d'Austràlia en critèrium
  - 1r al Tour of the Great South Coast i vencedor d'una etapa
  - Vencedor d'una etapa al Jayco Bay Classic
  - Vencedor de 2 etapes al Tour de Taiwan
  - Vencedor d'una etapa al Tour de Borneo
  - Vencedor d'una etapa al Tour de Kumano
  - Vencedor de 3 etapes al Tour of the Murray River
- 2013
  - Vencedor d'una etapa a la Jelajah Malaysia
  - Vencedor de 3 etapes al Tour of the Great South Coast
- 2016
  - Vencedor de 2 etapes a la Volta al Japó
  - Vencedor de 2 etapes al Tour de Tasmània